# Harrison (Nebraska)
Harrison es una villa ubicada en el condado de Sioux en el estado estadounidense de Nebraska. En el Censo de 2010 tenía una población de 251 habitantes y una densidad poblacional de 316,7 personas por km².

## Geografía
Harrison se encuentra ubicada en las coordenadas 42°41′17″N 103°52′57″O / 42.68806, -103.88250. Según la Oficina del Censo de los Estados Unidos, Harrison tiene una superficie total de 0.79 km², de la cual 0.79 km² corresponden a tierra firme y (0%) 0 km² es agua.

## Demografía
Según el censo de 2010, había 251 personas residiendo en Harrison. La densidad de población era de 316,7 hab./km². De los 251 habitantes, Harrison estaba compuesto por el 98.41% blancos, el 0% eran afroamericanos, el 0% eran amerindios, el 0% eran asiáticos, el 0% eran isleños del Pacífico, el 0% eran de otras razas y el 1.59% pertenecían a dos o más razas. Del total de la población el 1.59% eran hispanos o latinos de cualquier raza.